# Филотей Смоленски
Филотей е православен духовник, охридски архиепископ през 1714-1718 година.

## Биография
Известно е, че архиепископ Филотей е роден в Негуш, в южната част на Македония. Той е избран на охридската катедра на 16 юли 1714 година. Свален е от поста на 6 юли 1718 година, а на 4 февруари следващата година е лишен от свещенически чин.
В края на 1721 година Филотей пристига в Москва, където моли различни висши служители да изплатят дълговете, които е натрупал в Цариград. Той се представя за жертва на религиозни гонения и през 1722 година император Петър I го назначава за епископ на Смоленск, като му отделя значителен доход от различни източници, а Филотей приема руско поданство. В Русия е известен като Филотей Грък (на руски: Филофей Грек). Още през същата година той е обвинен в множество злоупотреби, като симония и кражби на църковно имущество. След проведено разследване, е признат за виновен и през 1725 година отново е лишен от свещенически чин.